# アンジャル・ギマラー
アンジャル・ギマラー（スペイン語: Ángel Guimerá y Jorge, カタルーニャ語発音: [ˈaɲʒəɫ ɣiməˈɾa], 1845年5月6日 – 1924年7月18日）は、スペイン・サンタ・クルス・デ・テネリフェ出身の著作家・詩人・劇作家。カタルーニャ語で執筆し、19世紀後半のラナシェンサ運動に尽力した。その作品がヨーロッパ中で上演された19世紀カタルーニャ唯一の劇作家である。1904年にはフレデリック・ミストラルとともにノーベル文学賞を共同受賞する予定だったが、結局実現しなかった。アンジェル・ギマラーとも。スペイン語読みはアンヘル・ギメラ。

## 経歴

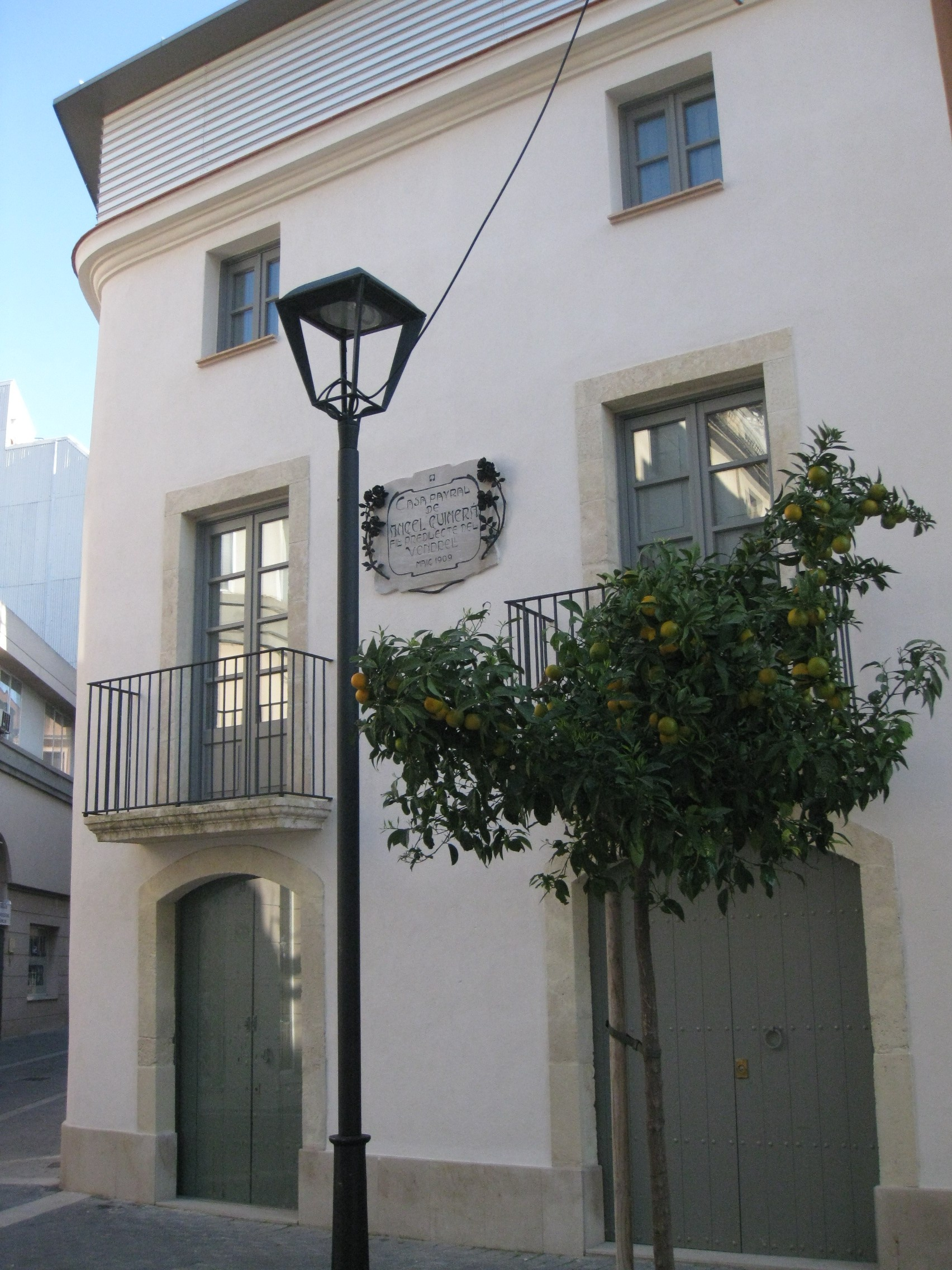
アル・バンドレイにあるギマラー家

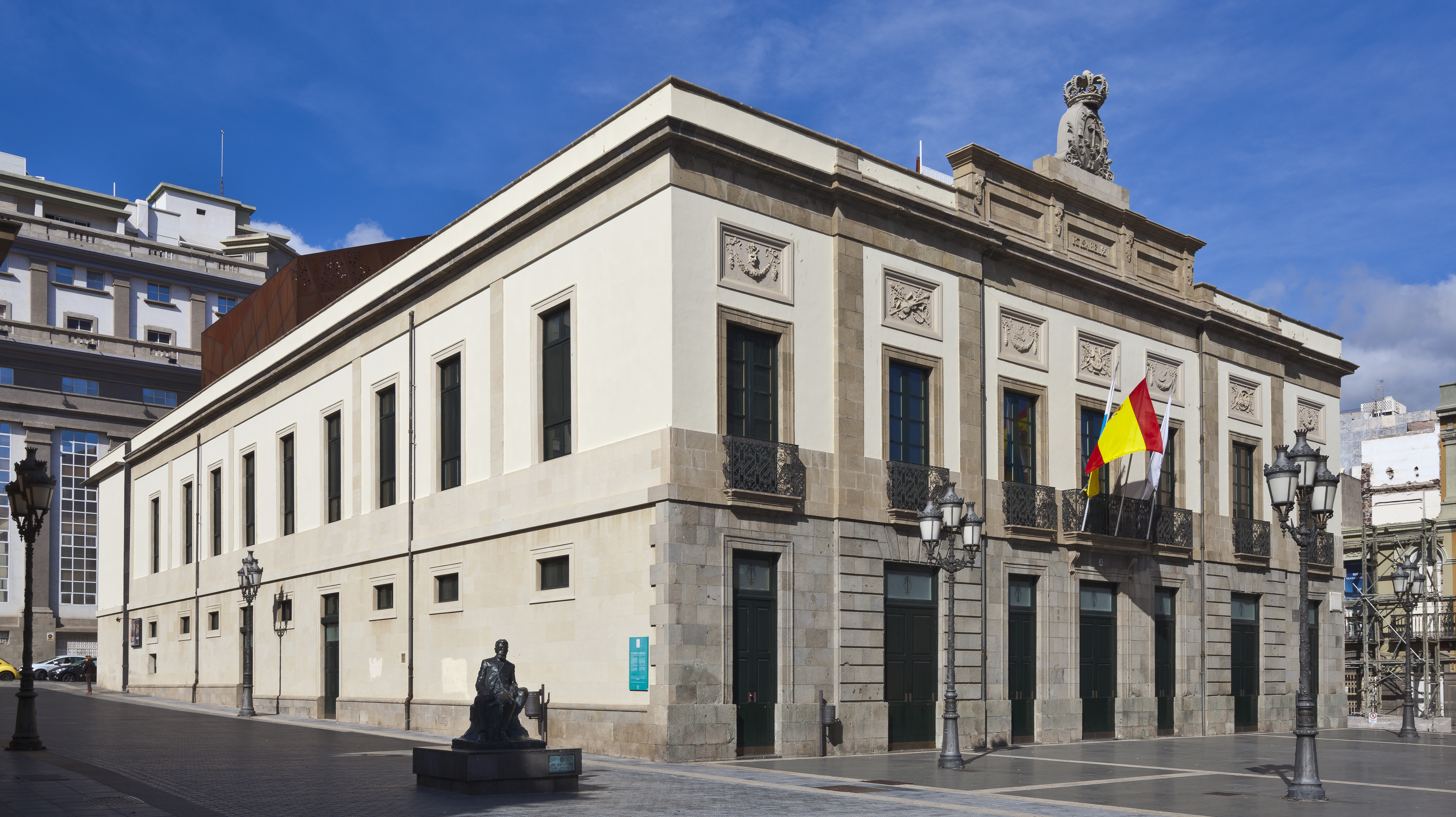
サンタ・クルスにあるギマラー劇場

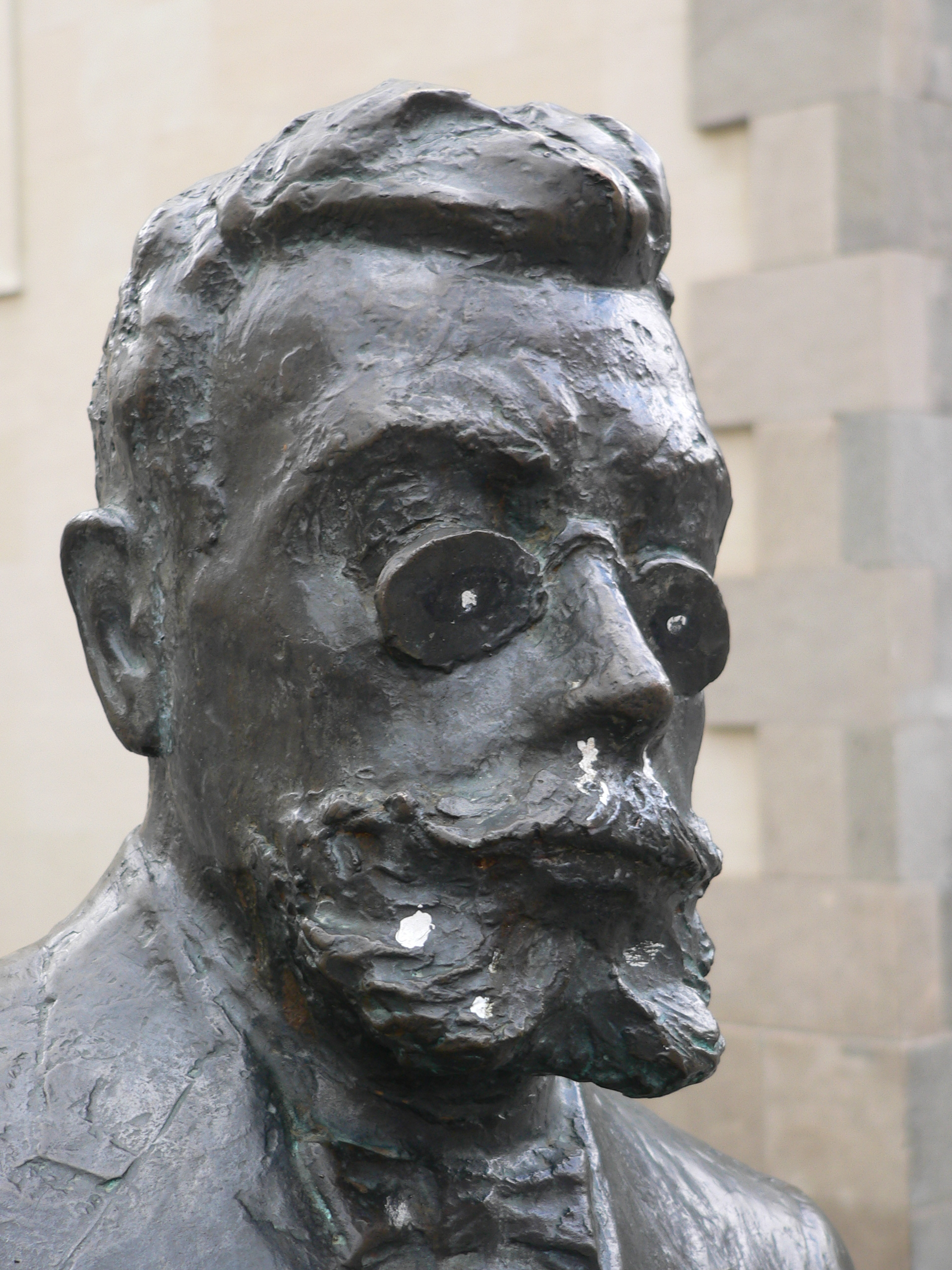
ギマラー劇場前にあるギマラーの銅像

### 青年期
父親はカタルーニャ人であり、母親はカナリア諸島人であるが、両親は正式には結婚していなかった。このような境遇は、後に彼の作品に幾度も登場するテーマとなっている。1845年5月6日、大西洋のアフリカ大陸沖合に浮かぶカナリア諸島テネリフェ島のサンタ・クルス・デ・テネリフェに生まれた。アンジャルが8歳の時にギマラー家はスペイン本土のカタルーニャ地方に転居し、父親の出生地であるタラゴナ県アル・バンドレイに落ち着いた。父親の死後にはカタルーニャ地方の主都バルセロナで勉強した。

### 詩作
当初はスペイン語で文学活動を行っていたが、やがてカタルーニャ語でジャーナリストとしての活動を行うようになった。1871年には週刊誌『ラ・ラナシェンサ』の創刊者のひとりとなり、この雑誌はギマラーの監督の下で日刊紙となった。1875年には「花の宴」で佳作となり、翌年にもこの詩歌競技会で受賞した。1877年にも受賞したことで、3度受賞した者に与えられる「楽しい知識の師」という名誉称号を得た。1889年には「花の宴」を主宰する立場となった。

### 演劇脚本の執筆
ギマラーは人気の演劇脚本をいくつも執筆しており、ギマラーの作品は他言語に翻訳されたり、スペイン国外でも上演された。ギマラーはカタルーニャ語を文学言語として復活させる19世紀後半のラナシェンサ運動に尽力した。当時のカタルーニャ地方ではフラデリック・スレールの喜劇などが流行していたが、ギマラーは現代カタルーニャの悲劇というジャンルを生み出した。
1888年の『Mar i cel』（海と空）で大きな成功を収め、この作品は8言語に翻訳されてギマラーの名を国際舞台に知らしめた。この作品から1900年までがもっとも多産な時期であり、1894年には『Maria Rosa』を、1897年には『低地』を、1900年には『La filla del mar』（海の娘）を著した。ギマラーは当時のカタルーニャ人の生活を現実主義的な手法を用いて書いた劇作家である。
『低地』は15の異なる言語に翻訳されており、スペイン語翻訳版は、スペインやラテンアメリカ中にあるエンリク・ボラスの劇場で、30年間に渡って定期的に上演された。英語翻訳版は1903年から1936年までの間に、ニューヨークの3つのブロードウェイの制作会社に受け入れられた。また、この作品は6度映画化されており、アメリカ製作の無声映画『Martha of the Lowlands』（1914年）やレニ・リーフェンシュタールの『Tiefland』（1954年）などがよく知られている。『低地』を原作とする2本のオペラも制作されており、オイゲン・ダルベールによるドイツ語のオペラ『Tiefland』（1903年）、Fernand Le Borneによるフランス語のオペラ『La Catalane』がある。
1900年から1924年は劇作家としての後半生にあたる。1905年の『Sol solet』（太陽、小さな太陽）や1906年の『L'Eloi』（エロイ）など全盛期のトーンを持つ作品もあったが、1902年の『Aigua que corre』（流れる水）などのブルジョアを主役に据えたドラマ、1907年の『La santa espina』（神聖なトゲ）など幻想的な要素を持つ音楽詩、1917年の『Indíbil i Mandoni』など史実に基づいたカタルーニャ民族主義者の芝居など新たなジャンルに取り組んだ。

### 民族主義活動
詩人や劇作家として活動する傍ら、ギマラーはカタルーニャ民族主義に傾倒した。彼にとって創作活動とカタルーニャ民族主義は表裏一体であり、文化的・言語的な規範化を民族主義政党のいかなる綱領よりも高い優先度に位置づけていた。ギマラーは常にカタルーニャ民族主義の宣伝と闘争に参加した。
1889年にはカタルーニャ主義組織であるリガ・ダ・カタルーニャの会長に選出された。1906年に行った政治演説ではカタルーニャ中の声をCants a la patria（国家の讃美歌）にまとめた。1911年にインスティテュ・ダストゥディス・カタランス（カタルーニャ研究院）が設立されると、ギマラーはその初期のメンバーとなった。

### 後年
ギマラーはその初期に詩人として、やがて劇作家として名を残したが、それ以外には『El gos de casa』（飼い犬）と1890年の『El nen jueu』（ユダヤ人の少年）という2本の長編散文小説、1917年の『Rosa de Lima』（リマのローサ）という1本の短編小説を書いた。また、劇作家として活動する間も詩を書き続けている。
ギマラーは23回もノーベル文学賞にノミネート（ノミネート記録）されたが、政治的な意見表明が議論の対象となったことが理由で、結局その死去までに受賞することはなかった。1904年にはプロヴァンス語作家のフレデリック・ミストラルとともにノーベル文学賞の最有力候補となり、少数言語の文学に貢献した功績で共同での受賞が予定されていたが、スペイン中央政府の政治的な圧力でギマラーの受賞は不可能となり、スペイン語劇作家のホセ・エチェガライ・イ・アイサギレがミストラルと共同受賞した。
出生地のサンタ・クルス・デ・テネリフェにあるカナリア諸島最古の劇場は、1923年に彼の名を冠したギマラー劇場に改名された。1924年にバルセロナで死去すると、バルセロナではそれまでになかったほど大規模な国葬が提案された。

## 作品

### 『低地』
戯曲『低地』はバルセロナに住むマルタという貧しい少女の物語である。マルタはカタルーニャの低地でもっとも重要な土地所有者であるセバスティアーに恋する。セバスティアーは土地と財産を守るために、ある身分の高い女性と結婚することが決まっている。セバスティアーはマルタと関係があるとする噂話をもみ消すために、マルタを愛人として囲いつつ、ピレネー出身の若く純朴な羊飼いマネリクと結婚させ、町の工場に隣接する家を彼らの新居にあてがう。マルタは横暴な愛人と思いやりある夫の間で心を引き裂かれる。

### 『海の娘』
『低地』以外によく知られたギマラーの戯曲として、差別を受ける女性アガタの物語である『La filla del mar』（海の娘、1900年）がある。アガタ(Agata)とは宝石のメノウのことであるが、私生児である彼女は異教徒であるムーア人との間に生まれた事実が侮蔑の対象となっている。アガタを除け者にしようとしない数少ない人物のひとりがバルタサネットであり、バルタサネットは「私たちだって生まれた時はみんなムーア人」だという。アガタは自身が「名もない人間」であり「迷惑な存在」であることを強く意識している。彼女は「皆が私を嫌っているけど、私がどんな悪いことをしたっていうの?」と問う。彼女が直面する差別は最終的に彼女の死につながる。

## 作品一覧

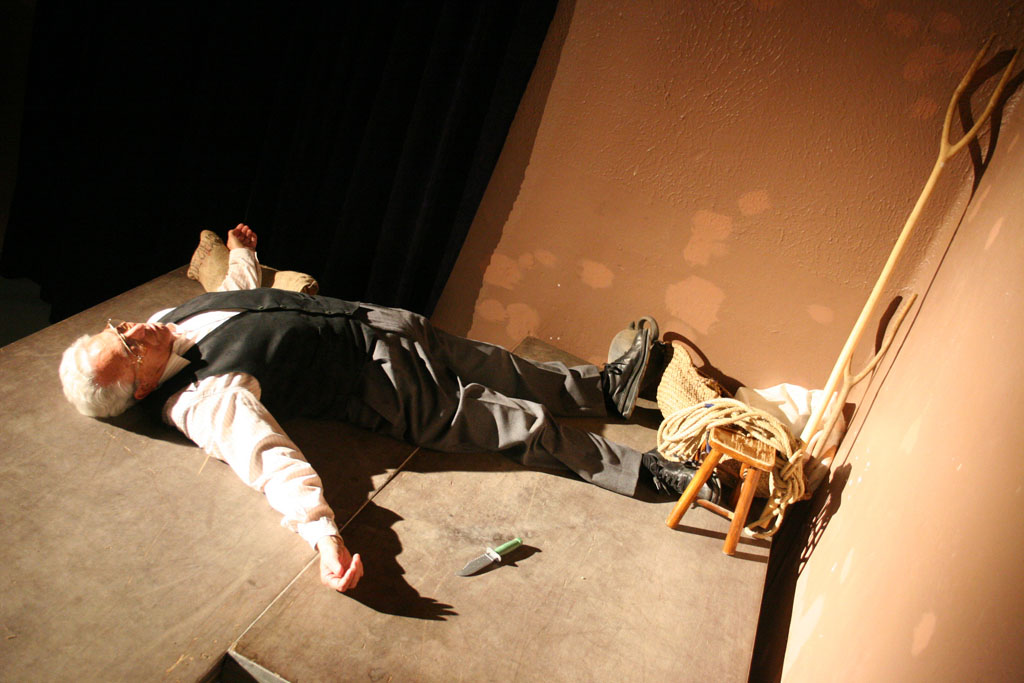
『低地』のワンシーン

### 詩
- 1870年 El rei i el conseller
- 1875年 Indíbil i Mandoni
- 1876年 Cleopatra
- 1877年 L'any mil
- 1877年 Romiatge
- 1877年 El darrer plany d'en Claris
- 1906年 Cants a la Pàtria
- 1920年 Segon llibre de poesies
- Poblet

### 演劇
| - 1879年 Gal•la Placídia（ガッラ・プラキディア） - 1883年 Judith de Welp - 1886年 El fill del rei - 1888年 Mar i cel（海と空） - 1890年 Rei i monjo - 1890年 La boja - 1890年 La sala d'espera - 1892年 L'ànima morta - 1893年 En Pólvora - 1893年 Mestre Oleguer - 1894年 Jesús de Natzaret - 1894年 Maria Rosa - 1895年 Les mongetes de Sant Aimant - 1896年 Mort d'en Jaume d'Urgell - 1896年 La festa del blat - 1897年 Terra Baixa『低地』 - 1898年 Mossèn Janot - 1899年 La farsa - 1900年 La filla del mar（海の娘） - 1901年 Arran de terra - 1902年 La pecadora | - 1902年 Aigua que corre（流れる水） - 1904年 El camí del sol - 1905年 Sol, solet... （太陽、小さな太陽） - 1905年 La miralta - 1910年 Andrònica - 1906年 L'aranya - 1906年 L'Eloi（エロイ） - 1906年 En Pep Botella - 1907年 La Santa Espina（神聖なトゲ） - 1908年 La reina vella - 1910年 Titaina - 1910年 Sainet trist - 1911年 La reina jove - 1917年 Jesús que torna - 1917年 Indíbil i Mandoni - 1918年 Al cor de la nit - 1921年 Alta banca - 1921年 Joan Dalla - Per dret diví - Euda d'Uriach |